# Nangavalli
Nangavalli é uma panchayat (vila) no distrito de Salem, no estado indiano de Tamil Nadu.

## Geografia
Nangavalli está localizada a 11° 45′ N, 77° 53′ L. Tem uma altitude média de 385 metros (1263 pés).

## Demografia
Segundo o censo de 2001,  Nangavalli  tinha uma população de 9610 habitantes. Os indivíduos do sexo masculino constituem 52% da população e os do sexo feminino 48%. Nangavalli tem uma taxa de literacia de 59%, inferior à média nacional de 59.5%: a literacia no sexo masculino é de 67% e no sexo feminino é de 49%. Em Nangavalli, 12% da população está abaixo dos 6 anos de idade.